# Ердоган Аталай
Ердоган Аталай (на немски: Erdoğan Atalay, произнасяно на турски като Ердоан Аталай) е германски актьор от турски произход. Първото му участие е в пиесата „Аладин и вълшебната лампа“. Следват участия в няколко телевизионни сериали. След 1996 играе Семир Геркан в сериала „Кобра 11“.